# Werner Aspenström
Werner Aspenström (ur. 13 listopada 1918 w Norrbärke w Dalarnie, zm. 25 stycznia 1997 w Sztokholmie) – szwedzki poeta i dramaturg.
W 1980 został członkiem Akademii Szwedzkiej. Jego wczesna twórczość (m.in. zbiór Skriket och tystnaden (krzyk i cisza) z 1946) była zdominowana przez pesymizm i nastroje katastroficzne związane z II wojną światową, później zaczął podejmować problematykę społeczno-cywilizacyjną i metafizyczną. Poza tym pisał erotyki, dramaty, eseje i prozę fabularną. Był jednym z czołowych przedstawicieli awangardy. Polski przekład części jego twórczości ukazał się w 1977 w zbiorze Wiersze.